# Гребля Юліус
Гребля Юліус (Julius) — гідротехнічна споруда на північному сході Австралії, зведена на річці Лейхгардт (впадає до південної частини затоки Карпентарія).
Станом на початок 1970-х на Лейхгардт вже діяли греблі Райфл-Крік та Лейхгардт, зведені з метою забезпечення гірничо-металургійного комплексу Маунт-Айза (рудник, гірничо-збагачувальні фабрики та плавильні заводи). Втім, після посухи 1971 року вирішили створити нижче по сточищу ще одне резервне водосховище, яке також могло б постачати мідний рудник Ернест-Генрі та цинковий рудник Дугал-Рівер. У межах цього проєкту в 1976 році ввели у дію греблю Юліус.
Долину річки перекрили бетонною комбінованою греблею довжиною 399 метрів та висотою 35,6 метра (від русла річки, висота від фундаменту дорівнює 39 метрів), зведення якої потребувало 45 тис. м3 матеріалу. Вона суміщає два різні за конструкцією елементи:
- більш високі бічні багатоаркові ділянки з гребенем на рівні 232,7 метра НРМ;
- центральну водопереливну контрфорсну ділянку завдовжки 219 метрів, що має висоту 26,5 метра та гребінь на позначці 223,5 метра НРМ. Пропускна здатність цього водоскиду становить 13 800 м3/с.
Гребля утримує водосховище з площею поверхні 12,55 км2 та об'ємом 107,5 млн м3 (на рівні порогу водопереливної ділянки).
Водозбірний басейн вище від греблі становить 4845 км2.